# Асирийци
Асирийците (асир.: Assūrāju; Assyrer;) са етническа група, живееща първоначално в пределите на Ирак, Иран, Турция и Сирия. Има и значителна диаспора в много други страни, включително в по-далечни, като Русия, Австралия и САЩ. С това наименование са познати и членовете на Асирийската източна църква. Общността на асирийците е свързвана с асирийския език, сро̀ден с арамейския и арабския, но макар че единствено асирийците са запазили този език като майчин език за много асирийци асирийският не е такъв. В миналото този народ широко е използвал акадския език (наричан и староасирийски), впоследствие - арамейския, а в по ново време асирийците говорят на новоасирийски език (на асирийски: ܣܘܪܬ, сурет, което означава „сирийски“, но практика е съвременна версия на арамейския език). През 20.-21. век повечето асирийци освен него владеят и втори език: арабски, персийски, турски, кюрдски или английски, в зависимост от това в каква среда се намират.

## История
Прародината на асирийците е страната Асирия (и Субарту), част от древния Близък изток, основно покриваща териториите на по-късните държави Сирия и Ирак, или Месопотамия. В праисторически времена тези места са населени с неандерталци, чиито останки са открити например в пещерата Шанидар. Най-ранните неолитни обекти в Асирия принадлежат на културата Ярмо (ок. 7100 пр.н.е.) и Тел Хасуна, центърът на културата Хасуна (ок. 6000 г. пр.н.е.)
В традициите на Асирийската източна църква, прародител на древните асирийци е внук на древноеврейския патриарх Авраам, наречен Дедан, син на Йокшан, но това твърдение няма друга историческа основа. Еврейската Библия не го споменава директно и няма споменаване за него в асирийските записи (които датират от 25 век пр. н. е.). В Библията техният легендарен прародител и епоним е Ашур, син на Сим, син на Ной (според библейската класификация народът е семитски). Изглежда Ашур е всъщност името на първото по-значимо асирийско селище, град основан към 25 век пр.н.е. В периода на ранната бронзова епоха Саргон Велики обединява всички местни семитски говорещи народи (включително асирийците) и шумерите от Месопотамия в Акадска империя (2335 – 2154 г. пр.н.е.). Градовете Ашур и Ниневия (днешен Мосул), най-старият и най-големият град владян тогава от асирийците, заедно с редица други градове и градове, са съществували още през 25 век пр. н. е., въпреки че изглежда са били управлявани от шумерските административни центрове по това време, а не са били независими държави. Шумерите в крайна сметка са погълнати от акадското (асирско-вавилонското) население.
Асирийската идентичност, различна от другите съседни групи, се е формирала по време на староасирийския период, през 21 или 20 век пр.н.е. Ашур-Убалит I сваля управниците на Митани около 1365 г. пр. н. е. и асирийците се възползват от това развитие, като поемат контрола над източната част на територията на Митани, а по-късно анексират хетски, вавилонски, аморитски и хуритски територии. Възходът и управлението на Средната асирийска империя (14 до 10 век пр.н.е.) разпространяват асирийската култура, хора и идентичност в Северна Месопотамия. В древността асирийците говорят на акадски език, който е официалния език на древната Асирийска империя. През 8 век пр.н.е. обаче започва разпространението на арамейския език в региона. Арамейският език става лингва франка на Близкия Изток и език на множество народи, включително на евреите (староеврейският език/иврит се превръща в литургичен език, но не се използва във всекидневния живот).
Асирийският народ, след падането на Неоасирийската империя през 609 г. пр.н.е. попада под контрола на Нововавилонската империя и по-късно - на Персийската империя, която поглъща цялата Нововавилонска (Халдейска) империя през 539 г. пр.н.е. Асирийците стават войници на първа линия за Персийската империя при Ксеркс I. Според местната версия те играят важна роля в Битката при Маратон при Дарий I през 490 г. пр.н.е.,въпреки че Херодот, чиито истории са основният източник на информация за тази битка, не споменават асирийците във връзка с нея. 
Към 1 век пр.н.е. арамейският напълно измества акадския език, тоест, протича пълна езикова смяна сред асирийците. В епохата на Римската империя той играе значима роля в историята на Палестина, включително понеже е майчиния език на Исус Христос и апостолите. Самите асирийци в значителна степен се християнизират и са сред първите народи възприели християнството. След Халкедонския събор те трайно се разделят на 2 основни религиозни групи, в западната и източната част на етническата си територия, според това доколко подкрепят възгледите на ересиарха Несторий. След ислямското завоевание на Месопотамия арамейският постепенно е изтласкан и изчезва от употреба, като е изместен главно от арабския език. Днешните миафизити в Сирия използват арамейския само като богослужебен език, но говорят на арабски като майчин език. 
- Манастирът Мор Хананьо – важен сирийски православен манастир в Тур Абдин, Турция.
- Църквата Мар Асия ал-Хаким – сирийска католическа църква в квартал Ал-Дждейде в Алепо, Сирия.
- Манастир Рабан Хормизд – важен манастир на Халдейската католическа църква и Източната църква в Алкош, Ирак.
- Църквата Света Мария - древна асирийска църква, разположена в град Урмия, Иран.

По време на завоеванията на тюркско-монголския военачалник Тимур Ленк (Тамерлан) повечето от асирийците, отказали да приемат исляма са убити, а оцелелите се укриват в планините на Кюрдистан. Впоследствие асирийската общност отново се разраства, но между 1914 – 1918 година в Османската империя в хода на Асирийския геноцид са избити около 275 000 асирийци, заедно с голям брой немюсюлманско население, а мнозина други са били принудени да избягат в други страни. По време на геноцида „Сейфо“ известен брой асирийци са принудени да приемат исляма и техни потомци живеят в Турция и изповядват исляма, но запазват своята идентичност на асирийци. 

## Религия
99% от асирийците са християни. Асирийците-християни принадлежат към 4 различни клона на християнството: миафизитсво, униатски католицизъм, несторианство, протестантизъм. Сирийската православна църква има над 1 милион членове по целия свят, униатско-католическата Халдейската католическа църква е с около 600 000 членове, несторианската Асирийската източна църква е с приблизително 400 000 членове, а Църквата на Изтока - с около 100 000 членове. Малък брой асирийци приемат протестантската реформация и стават православни реформисти през 20 век, вероятно поради британско влияние, и днес те са организирани в Асирийската евангелска църква, Асирийската петдесятна църква и други протестантски/реформирани ортодоксални асирийски групи. Освен това има и асирийци, изповядващи исляма и юдаизма. Въпреки че има някои асирийци-атеисти, те все още са склонни да се свързват с някаква деноминация.
Празниците на асирийците обикновено са тясно свързани с тяхната християнска вяра. На най-голяма почит е Великден. В Асирийската източна църква, Халдейската католическа църква и Сирийската католическа църква следват Григорианския календар и в резултат на това го празнуват в неделя между 22 март и 25 април включително. Сирийската православна църква и Древната източна църква празнуват Великден в неделя между 4 април и 8 май включително по Григорианския календар (отговарящи на 22 март и 25 април по следвания от тях богослужебно Юлианския календар). По време на Великия пост асирийците се насърчават да постят 50 дни без месо и всякакви други храни, които са на животинска основа. Кръщението и първото причастие се празнуват широко, подобно на Брит Мила (обрязване) или Бар Мицва (церемония за обявяване евреина за възрастен) в еврейските общности. След смъртта, 3 дни след погребението се провежда събиране, за да се отпразнува възнесението на небето на мъртвия човек, както на Исус. След 7 дни друго събиране отбелязва смъртта им. Близък член на семейството носи само черни дрехи в продължение на 40 дни и нощи, а понякога и година, в знак на траур. Асирийците също така практикуват и уникални брачни церемонии. Ритуалите, изпълнявани по време на сватби, съдържат много различни елементи, извличани от различни култури поне 3000 години наред. Асирийската сватба традиционно продължава 1 седмица, но в по-ново време местните асирийци ги празнуват 2 – 3 дни, а в асирийската диаспора - 1 – 2 дни.

## Музика
Асирийската музика е комбинация от традиционна фолклорна музика и западни съвременни музикални жанрове, а именно поп и софт рок, както и електронна музика. Инструментите, традиционно използвани от асирийците, включват зурна и давула, а впоследствие - и други инструменти, като китари, пиана, цигулки, синтезатори (клавишни и електронни барабани).
Някои добре известни асирийски певци в съвремието са Ашур Бет Саргис, Саргон Габриел, Евин Агаси, Джанан Сава, Джулиана Джендо и Линда Джордж. Сред асирийските артисти, които традиционно пеят на други езици са Мелечеш, Тимз и Арил Бриха. Асирийско-австралийската група Azadoota изпълнява своите песни на асирийски език, като същевременно използва инструментариум в западен стил. Първият международен фестивал на арамейската музика в международен план е в Ливан през август 2008 г.

## Кухня
Асирийската кухня е подобна на други кухни от Близкия изток, като по-специално е богата на зърнени храни (като ечемик), месо, картофи, сирене, билки, хляб и домати, ферментирали млечни продукти и кисели краставички. Обикновено оризът се сервира към всяко ядене, като върху него се залива яхния. Чаят е популярна напитка и има няколко ястия от десерти, закуски и напитки. Алкохолни напитки като вино и пшенична бира се произвеждат и пият органично. Асирийската кухня е предимно идентична с иракската/месопотамската кухня, както и много подобна на други близкоизточни и кавказки кухни, сред които гръцка кухня, левантинска кухня, турска кухня, иранска кухня, израелска кухня и арменска кухня, както и с повечето ястия подобни на кухните на района, в който живеят/произхождат съответните готвачи.

## Известни асирийци
- Мар Динха Ханания IV – патриарх на Асирийската източна църква
- Мар Емануел III Дели – патриарх на Халдейската католическа църква
- Рози Малек-Йонан – американска актриса и писателка
- Рамона Рина Амири – Мис Канада 2005
- Тарик Азиз – бивш иракски заместник-премиер
- Ана Ешу – американска политичка, член на Конгреса на САЩ
- Хелена Гергис – канадски заместник министър на външните работи
- Джон Нимрод – американски политик, член на Сената на САЩ
- Юлиана Джендо – американска певица
- Фаузи Франсо Тома Харири – иракски министър на промишлеността
- Йосеф и Фарес Фарес – режисьори и актьори от Швеция
- Серафим Бит-Хариби